# Albertyna Helbertówna
Albertyna Helbertówna po mężu Kamińska ps. Albertyna, Laleczka (ur. 6 października 1889 we wsi Koszawiec powiat błoński, zm. 5 marca 1968 w Warszawie) – członkini Polskiej Partii Socjalistycznej i Organizacji Bojowej PPS.

## Życiorys
Córka Fryderyka Jakuba Gisera, członka PPS i Emilii. Od 1899 do 1904 uczyła się w gimnazjum H. Zakrzewskiej w Warszawie. Następnie rozpoczęła 3-letnią praktykę kroju i szycia w fabryce B. Hersego. Od 1904 była członkiem Polskiej Partii Socjalistycznej. Uczęszczała do szkoły prelegentów partyjnych kierowanej przez Feliksa Perla. Organizowała lokale i przenosiła nielegalną literaturę i broń jako tzw. "dromaderka".
W 1905 wstąpiła do Organizacji Bojowej PPS. W styczniu 1906 aresztowana na spotkaniu członków OB i więziona do lipca na "Pawiaku". Zwolniona wskutek interwencji adw. Stanisława Patka. 
18 sierpnia 1906 jako 16-latka, wraz z Wandą Krahelską i Zofią Owczarkówną, uczestniczyła w zamachu na Generał-Gubernatora Warszawskiego Gieorgija Skałona. Była jedyną uczestniczką, której Ochrana nie zdołała zidentyfikować. Wkrótce po zamachu została nawet przypadkiem aresztowana, ale policji nie udało się powiązać jej z tą akcją i szybko zwolniono ją z Pawiaka. Nadal działała w PPS, choć nie prowadziła już działalności partyjnej. W 1907 ukończyła praktykę kroju i szycia i do 1910 pracowała jako krawcowa w firmie Kurek i Wegner. W 1910 wyszła za mąż za Edwarda Kamińskiego (krawca, członka PPS). W okresie międzywojennym nie pracowała zawodowo, pomagając mężowi i wychowując dwoje dzieci. Działała w Stowarzyszeniu b. Więźniów Politycznych.
W okresie okupacji pomagała w akcji pomocy Żydom. Po śmierci męża w październiku 1944 pracowała jako krawcowa w Szpitalu Zakaźnym św. Stanisława w Warszawie. W 1946 przeszła na etat, a od 1949 była kierowniczką szwalni i magazynu bielizn. W 1957 przeszła na emeryturę.
Od 1945 r. w PPS, zaś od 1948 w PZPR. Po wojnie działała w Związku Weteranów Walk Rewolucyjnych 1905. Od 1946 do 1948 była członkiem Sądu Koleżeńskiego. Zmarła w marcu 1968.
W 1938 r. była odznaczona Krzyżem Niepodległości, a po wojnie w 1955 Medalem 10-lecia Polski Ludowej, zaś w styczniu 1967 Krzyżem Kawalerskim  Orderu Odrodzenia Polski.